# 거푸집 (금속가공)

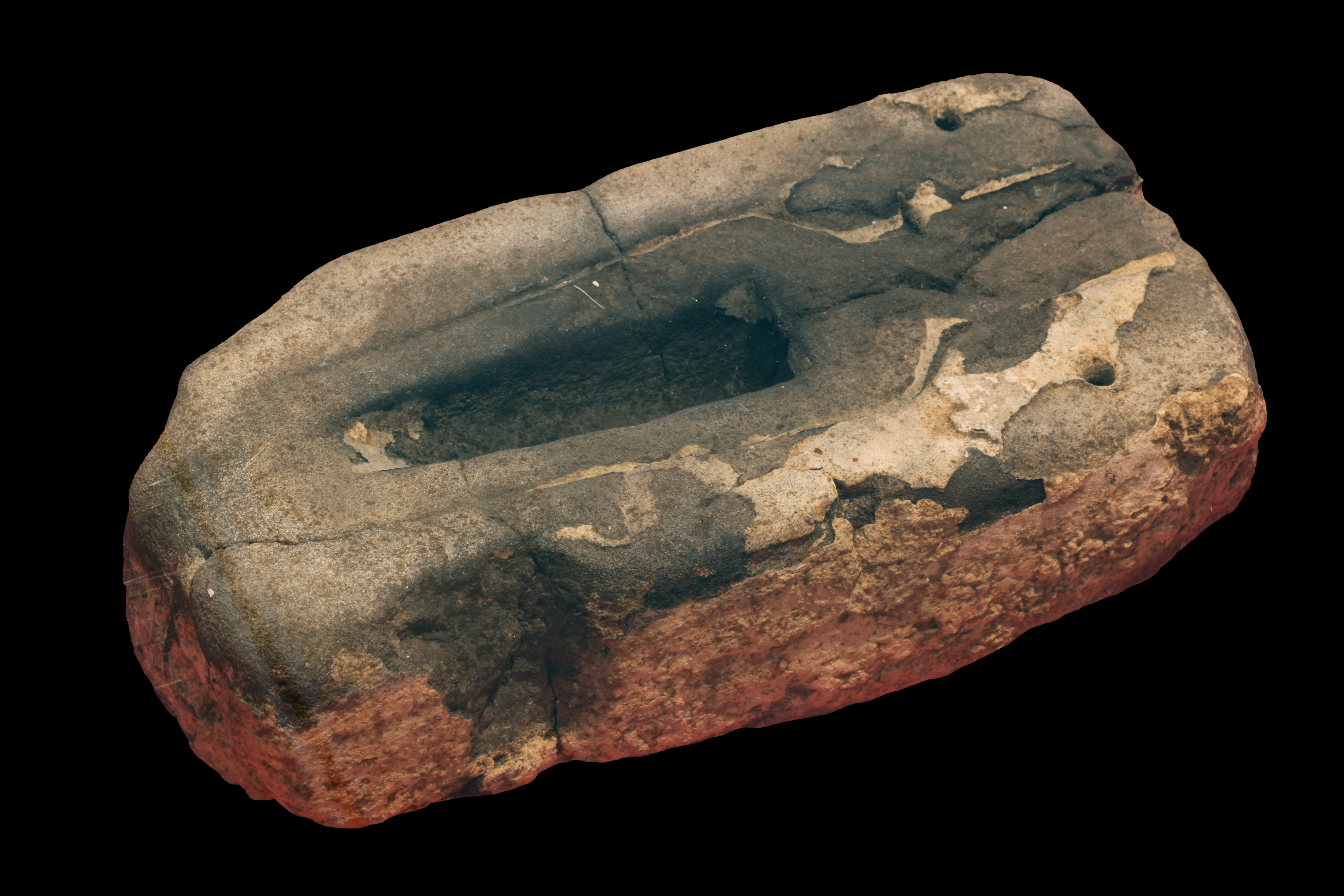
창(槍) 촉을 만들기 위한 거푸집

거푸집(문화어: 휘틀, 겁)은 쇠붙이를 녹여 부어서 만드는 물건의 바탕으로 쓰이는 모형 틀이다. 청동기나 철기시대에는 흙에 알맞은 접착제를 넣어 거푸집을 만든 다음 그 안에 녹인 금속을 부어 도끼, 창, 숟가락 등을 만들었다.

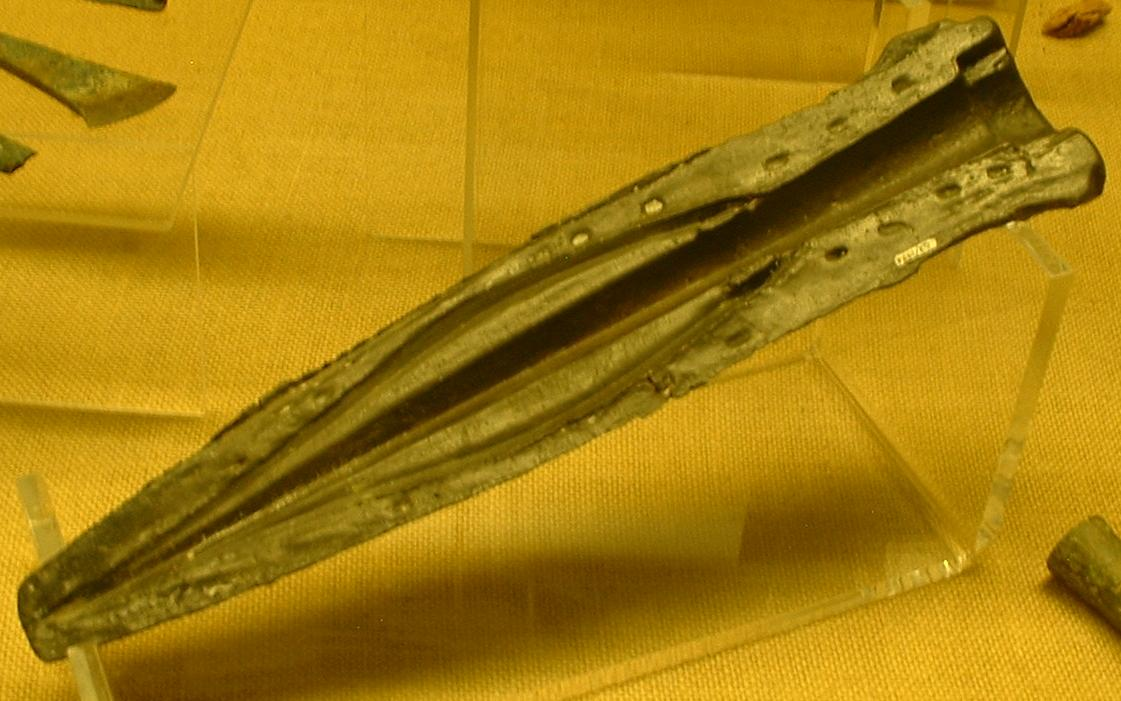
창(槍) 촉을 만들기 위한 거푸집2